# Federico Otermín
Jorge Federico Otermín (Lomas de Zamora, 1 de diciembre de 1984) es un periodista y político argentino, miembro del Partido Justicialista. Fue Secretario de Cultura y Comunicación del Partido de Lomas de Zamora entre 2013 y 2017, Diputado de la Provincia de Buenos Aires en representación de la Tercera Sección Electoral de 2017 a 2023 y fue el presidente de la Cámara de Diputados de la Provincia de Buenos Aires de 2019 a 2023. Actualmente se desempeña como Intendente del Partido de Lomas de Zamora.

## Biografía
Hijo de Jorge Otermín, médico cardiólogo, y Alicia Ledwab, docente y directora de una escuela especial, Otermín nació y creció en Banfield. Estudió periodismo y se desempeñó como redactor en Clarín y como productor televisivo en Cuatro Cabezas-Telefe. En 2009, fue convocado por el entonces intendente de Lomas de Zamora Martín Insaurralde para dirigir el equipo de comunicación de su gobierno municipal.

## Secretario de Cultura y Comunicación de Lomas de Zamora (2013 - 2017)
En 2013 asumió el cargo de Secretario de Cultura y Comunicación del Partido de Lomas de Zamora, cargo que ocupó hasta diciembre de 2017. Durante su gestión, creó Cultura Lomas, una comunidad de artistas y vecinos, y logró aumentar exponencialmente la oferta artística vigente en Lomas de Zamora, con la ampliación y apertura de nuevos centros culturales municipales, así como también la inauguración del primer teatro oficial del partido.

## Diputado Provincial de Buenos Aires (2017 - 2023)
En las elecciones legislativas de 2017 fue elegido Diputado de la Provincia de Buenos Aires en representación de la Tercera Sección Electoral por Unidad Ciudadana. En 2021 renovó el mandato con la coalición Frente de Todos, hasta 2023 cuando presentó su renuncia tras ser electo intendente del partido de Lomas de Zamora.
Desde 2019 hasta 2023 fue el presidente de la Cámara de Diputados de la Provincia de Buenos Aires.

## Intendente de Lomas de Zamora (2023-presente)
En las elecciones municipales de 2023, fue electo Intendente del Partido de Lomas de Zamora por la coalición Unión por la Patria, con el 49,76% de los votos venciendo a Guillermo Viñuales de Juntos por el Cambio. Asumió su cargo el 9 de diciembre.
Actualmente, además de ser intendente del partido, es el vicepresidente del Partido Justicialista de Lomas de Zamora.